# Elyon (jeu vidéo)
Pour l’article homonyme, voir Elyôn.
Elyon (anciennement connu sous le nom de Ascent: Infinite Realm) est un jeu de rôle en ligne massivement multijoueur développé par Bluehole et édité par Kakao Games,.

## Présentation
L'univers du jeu est inspirée du steampunk et est axé sur le combat aérien et le combat Royaume contre Royaume, les joueurs utilisant des dirigeables comme leur principal moyen de transport,.

## Sortie
Les serveurs du jeu sont fermés en 2023, mettant fin à la commercialisation du titre.